# AVA Group
AVA Group — инвестиционно-строительный холдинг, основанный в 2007 году. Штаб-квартира расположена в Краснодаре. Предприятия AVA Group ведут деятельность в Краснодаре, Сочи, Анапе, Ростове-на-Дону, Новороссийске и Московском регионе.
Компания входит в рейтинг ТОП-30 РФ по объёмам жилищного строительства и ТОП-5 застройщиков Краснодарского края. Один из лидеров в сфере строительства и управления объектами недвижимости, член «Российской гильдии управляющих и девелоперов» и Ассоциации девелоперов Краснодарского края.

## История
В 2007 году была основана первая компания будущего холдинга AVA Group.
В 2013 году начато строительство храма иконы Божией Матери «Неувядаемый цвет» в хуторе Ленина. Строительство было завершено в 2017 году, а в 2018 году состоялось торжественное освящение храма. Богослужение совершил митрополит Екатеринодарский и Кубанский Исидор.
В 2014 году основана строительная компания.
В 2015 году создан собственный проектный институт.
В 2016 году путём объединения в AVA Group вошли направления генерального подряда, проектный институт, управляющие компании объектами жилого назначения, парк современной строительной техники. Началось развитие инвестиционного направления.
В 2017 году AVA Group становится членом «Российской гильдии управляющих и девелоперов» (РГУД).
По итогам 2017 года компания вошла в топ-5 застройщиков Краснодарского края по объёмам строительства.
С 2018 года начинается развитие сети филиалов, вхождение в другие сферы предпринимательства, в том числе производства, акцент смещается в сторону инвестиционного направления, формируются инвестиционно-девелоперские проекты. В этом же году открыт первый офис в Сочи.
На Экономическом форуме в городе-курорте Сочи был дан старт новому проекту AVA Group — ЖК «Министерские озера». Началось строительство центра семейного отдыха за 300 млн рублей в городе Горячий Ключ.
2019 год — открытие офиса в Московском регионе. Начало работы над первым проектом — ЖК «Усово парк».
В этом же году подписано соглашение о строительстве завода по выпуску алюминиевого профиля за 3 млрд рублей.
Сбербанк заключил соглашение с AVA Group о долгосрочном развитии сотрудничества в условиях изменений на рынке жилищного строительства и применении эскроу-счетов.
В 2020 году — новый микрорайон в Сочи, рассчитанный более чем на 2 тысячи человек. Объём инвестиций в проект составит 6 млрд рублей.
За 2020 год введено в эксплуатацию более 400 000 м². жилой недвижимости в Краснодаре и Сочи, бизнес-процессы холдинга автоматизированы и оцифрованы.
С 2021 года AVA Group вместе с новым партнёром LeePrime создаёт гостиничные объекты. Начал работу офис в городе-курорте Анапа. Открыты новые направления бизнеса: производственный кластер, гостеприимство, медицина, логистика, санаторно-курортное и гостиничное, запущены собственные мощности по производству строительных материалов. В 2021 году холдинг вступил в Ассоциацию содействия градостроительному развитию Краснодарского края.
В этом же году — участник Сочинского всероссийского жилищного конгресса.
В 2021 году холдинг AVA Group приобрел завод «ИРДОН» за 431 млн руб., который специализировался на выпуске изделий из общего бетона и панельных конструкций для домостроения.
На конец 2021 года во всех подразделениях холдинга работало более 1300 сотрудников.
В марте холдинг купил тренировочную базу, футбольные поля и земельные участки ФК «Кубань» за 121,5 млн рублей. AVA Group является генеральным спонсором возрождённого ФК «Кубань» и единственным строительно-инвестиционный холдингом владельцем футбольного клуба в Краснодарском крае. В 2022 ФК «Кубань» сменил генерального спонсора.
В 2021 году стало известно о трёх крупных инвестиционных проектах на территории Краснодарского края. Договорённости об этом были закреплены в соглашениях между AVA Group, администрацией Краснодарского края и муниципальным образованием «Город-курорт Сочи» 16 июня 2022 года в ходе Петербургского международного экономического форума. Инвестиции холдингом в экономику Краснодарского края оцениваются в более 21 млрд рублей. Инвестиционные проекты AVA Group создают более 1700 дополнительных рабочих мест в регионе.
29 августа 2022 года инвестиционно-строительный холдинг AVA Group вступил в Национальное объединение производителей строительных материалов и строительной индустрии (Ассоциация НОПСМ). Соответствующее решение было принято Советом Ассоциации НОПСМ.
В 2023 году AVA Group стал генеральным спонсором женского волейбольного клуба «Динамо» Краснодар.
В апреле 2023 холдинг приобрёл «СБС-Мегамолл» — один из крупнейших торгово-развлекательных центров Краснодарского края.
16 июня 2023 года, в ходе ПМЭФ, инвестиционный холдинг AVA Group, Администрация Краснодарского края и Администрация города-курорта Анапа подписали трехстороннее соглашение, согласно которому, на территории Краснодарского края и Адыгеи, запланировано строительство ряда стратегически значимых объектов. В перечень входят: индустриальный промышленный парк и гостиничный комплекс в Анапе, бизнес-отель в городе Майкоп и промышленный парк “Псекупский” в Адыгее.
В 2023 году, холдинг завершил строительство трёх социально-значимых проектов за счёт собственных средств. Построен сквер в центре Краснодара, завершено строительство Крещенского парка в Анапе, площадью 7,5 га, а также строительство школы в городе Сочи, площадью 30 000 м², рассчитанной на обучение 1100 учеников.
13 марта 2024 года девелоперские проекты во всех городах присутствия холдинга объединены под единым брендом AVA, единой стала и платформа продаж - AVADOM. Также, в этот день в Сочи состоялось открытие филиала гимназии № 9 им. Н.А. Островского площадью более 30 тысяч м².
19 сентября 2024 года, президент группы компаний AVA Group Ваган Арутюнян и бизнесмен, руководитель международной ассоциации бокса Умар Кремлев объявили о слиянии активов. В соответствии с договоренностями каждый из них будет владеть равной долей в размере 50% компании AVA Group. При этом, контроль за операционной деятельностью AVA Group сохранён за Ваганом Арутюняном, а Умар Кремлев займётся стратегическими вопросами.

## Основные показатели
- Введено в эксплуатацию 1,5 млн м² недвижимости и 116 объектов. В сданных домах в Краснодаре, Сочи, Анапе и Москве живёт около 50 тыс. семей.[56]
- На 2022 год у компании в реализации находится 13 жилых комплексов, объем строительства составляет порядка 650 тыс. м².[57]
- AVA Group завершает строительство объектов с обманутыми дольщиками.[11][58][59][60] В рамках этой работы на 2020 год помощь получили 1357 обманутых дольщиков.[61] В 2022 году холдинг взял на себя обязательства по вводу в эксплуатацию двух недостроенных проблемных ЖК в Краснодаре — ЖК «Зеленодар» и ЖК «Rich House», обеспечив жильем 600 семей.[58]
- Около 1700 новых рабочих мест.[29]
- Единый ресурс застройщиков (ЕРЗ.РФ) подтвердил рейтинг своевременности ввода жилья инвестиционно-строительного холдинга AVA Group на уровне 5.0.[1]

## Награды и рейтинги
Награды:
- победитель девелопмент-премий «Общественное признание» и «Триумф»[62];
- финалист конкурса RREF AWARDS в номинации «Город в городе»[63];
- обладатель премии «Лучшие проекты в области дизайна в России» в номинации «лучший апарт-отель»[64];
- победитель премии «Рекорды рынка недвижимости 2021» в номинации «Региональный объект № 1»[65][66][67];
- победитель Arendator Awards 2021 в номинации Start-Up года[68];
- премия RЕПУТАЦИЯ 2022[69];
- ЖК «Role Clef» от AVA Group — призёр конкурса «Топ ЖК — 2022»[70];
- ЖК «Кислород» от AVA Group, победил в номинации «Лучший региональный жилой комплекс» премии Urban Awards 2022.[71][72][73]
- ЖК «Режиссер» от AVA Group, победил в номинации «Региональный объект №1» в премии «Рекорды рынка недвижимости 2023»[74][75]

Рейтинги:
- 21 место в рейтинге ТОП-100 России по объемам жилищного строительства[6];
- входит в ТОП-5 застройщиков Краснодарского края[1];
- 3 место в рейтинге строительных компаний Краснодарского края на 2021 год[76];
- В ТОП-50 крупнейших проектов юга России в 2022 году попали ЖК «Летний» и ЖК «Novella».[77]

## Общественная деятельность
В сфере экологии холдинг занимается переработкой пластика, очисткой территорий и водоёмов, сохранением и созданием зелёных зон.
Холдинг организовывает чемпионаты по сбору мусора. В Сочи AVA Group в сотрудничестве с экологами и волонтёрами провёл очистку Министерских озёр.